# Collegio di Gordon
Gordon è stato un collegio elettorale scozzese della Camera dei comuni del Parlamento del Regno Unito. Eleggeva un membro del Parlamento con il sistema maggioritario a turno unico; il collegio è stato abolito in occasione della revisione del 2024; la sua area è stata unita a parti del collegio di Banff and Buchan per costituire il nuovo Gordon and Buchan.

## Estensione
- 1983–1997: distretto di Gordon District, e le divisioni elettorali del distretto della Città di Aberdeen di East Don e West Don.
- 1997–2005: le divisioni elettorali del distretto di Gordon di East Gordon, Formartine, Garioch, Inverurie, Kintore and Newmachar e West Gordon, le divisioni elettorali del distretto di Banff e Buchan di Lower Deveron e Upper Ythan e la divisione elettorale del distretto di Moray di Keith-Strathisla.
- 2005-2024: i ward del consiglio dell'Aberdeenshire di Tarves, Ythan, Ellon Town, Logie Buchan, Meldrum, Udny-Slains, Belhelvie, Insch, Chapel and Gadie, Inverurie North, Inverurie Central, Inverurie South and Port Elphinstone, Kintore and Keithhall, Newmachar and Fintray, Huntly West, Huntly East e Strathbogie e i ward del Consiglio della Città di Aberdeen di Pitmedden, Bankhead/Stoneywood, Danestone, Jesmond, Oldmachar e Bridge of Don.

Nuovi confini furono inaugurati per le elezioni generali del 2005; prima di quell'elezione, il collegio copriva una porzione centrale dell'Aberdeenshire, e una piccola porzione orientale di Moray. In conseguenza delle modifiche ai confini del 2005, in conformità con la quita revisione della Fifth Periodical Report of the Boundary Commission for Scotland, il collegio di Gordon è uno dei cinque che coprono l'Aberdeenshire e la Città di Aberdeen.
Il collegio di Gordon copriva una porzione centrale dell'Aberdeenshire, e la parte settentrionale della città di Aberdeen. Interamente compreso nell'Aberdeenshire era anche Banff and Buchan, che si trovava a nord di Gordon, e West Aberdeenshire and Kincardine, a sud. Aberdeen North e Aberdeen South si trovavano nell'area di Aberdeen.
Le città di Ellon, Huntly e Inverurie si trovavano nel collegio. 
Keith (all'interno del Moray) fu trasferito nel collegio di Moray, Turriff fu spostato nel collegio di Banff and Buchan e Kemnay e Westhill furono trasferite nel collegio di West Aberdeenshire and Kincardine.
Le aree di Bridge of Don e Dyce  (nella Città di Aberdeen) furono spostate nel collegio di Gordon dal collegio di Aberdeen North.

## Descrizione

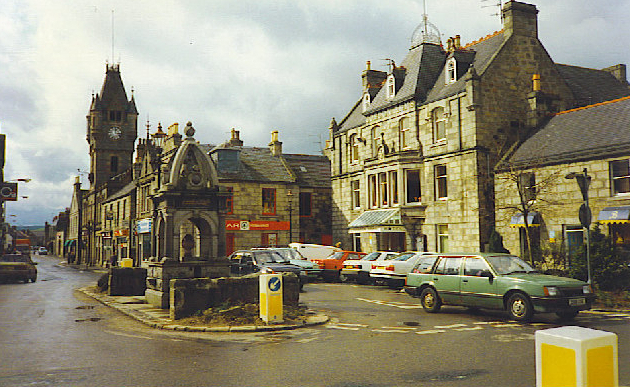
Gordon Square, Huntly.

Il collegio di Gordon era semi-rurale e benestante e si estendeva nell'Aberdeenshire centrale e nella parte nord di Aberdeen; era uno dei collegi con meno degrado e con maggiore reddito dei suoi abitanti, con un'alta proporzione di lavoratori professionisti e qualificati.
Il collegio copriva i corridoi delle strade A90 e A96 nell'Aberdeenshire a nord di Aberdeen, includendo le città di Huntly, Inverurie e Kintore, situate lungo le valli del fiume Don nella regione di Garioch, e le città di Ellon e Oldmeldrum a Formartine. I confini del collegio si estendevano fino all'interno di Aberdeen a sud-est, per coprire i quartieri settentrionali di Bankhead, Bridge of Don, Danestone e Dyce. Il petrolio, l'agricoltura e il turismo costituivano una parte importante dell'economia locale, con molti insediamenti intorno ad Aberdeen che erano abitati dai pendolari della città, incluse le città di Inverurie e Kintore e i villaggi di Balmedie e Newmachar, dove si stava mostrando un rapido tasso di crescita della popolazione, circa un raddoppio nell'ultimo decennio. Diverse società energetiche avevano sedi a Dyce e Bridge of Don, tra cui EMS Oil e GE Oil and Gas. Il collegio comprendeva anche l'Aeroporto di Aberdeen-Dyce, il terzo aeroporto della Scozia per numero di passeggeri. Huntly, a circa 40 miglia a nord-ovest di Aberdeen, era la sede storica del reggimento dei Gordon Highlanders e qui si trovava il castello di Huntly, casa ancestrale del Clan Gordon. Ellon, a circa 16 miglia a nord di Aberdeen, era un centro costiero che si trovava alla foce del fiume Ythan; nella periferia della città c'era un birrificio posseduto da BrewDog.

## Politica
Nel Parlamento britannico, Gordon era tradizionalmente un seggio conteso tra liberali e conservatori. I predecessori del collegio, East Aberdeenshire e West Aberdeenshire, erano stati rappresentati in precedenza dai conservatori. Quando fu costituito Gordon per le elezioni generali del 1983, fu ottenuto per pochi voti da Malcolm Bruce del Partito Liberale, che arrivò primo per 850 voti. Bruce incrementò poi il suo vantaggio alle elezioni generali del 1987, prima di vedere tornare il proprio vantaggio a soli 274 voti alle elezioni generali del 1992, quando vi fu una modifica dell'estensione del collegio di cui beneficiarono i conservatori. Dal crollo dei conservatori delle elezioni generali del 1997, Gordon rielesse Bruce con un vantaggio incrementato, finché Richard Thomson del Partito Nazionale Scozzese ridusse il vantaggio di Bruce di circa 4.000 voti alle elezioni generali del 2010. Alle elezioni generali del 2015, con la vittoria a valanga dei conservatori, Alex Salmond, ex Primo Ministro della Scozia e leader del SNP, fu eletto nel collegio con un vantaggio di 8.687 voti sui Liberal Democratici Scozzesi, con Malcolm Bruce che non si era più candidato. Salmond aveva in precedenza rappresentato il collegio di Gordon (identico a quello di Westminster) nel Parlamento scozzese dalle elezioni del 2007 a quelle del 2016.
Nel Parlamento scozzese, Gordon fu in origine rappresentata da Nora Radcliffe dei Liberal Democratici nel 1999; il collegio era conteso tra conservatori, liberal democratici e SNP. Alex Salmond ottenne il collegio nel 2007 con un vantaggio di 2.000 voti, incrementandolo a oltre 15.000 voti alle elezioni del 2011. Più di recente, i conservatori sono risaliti nel gradimento a Gordon, ottenendo il collegio di Aberdeen West (del Parlamento scozzese) nel 2016, e giungendo secondi dopo il SNP nei collegi di Aberdeem Donside e Aberdeenshire East sempre nel Parlamento scozzese.
Al Referendum sulla permanenza del Regno Unito nell'Unione europea del 2016, Gordon votò Remain con un margine del 55,5% contro il 44,5% che votò Leave, con una percentuale di voti per lasciare l'UE maggiore della media del resto della Scozia.
Alex Salmond perse poi il seggio che venne conquistato dai conservatori alle elezioni generali del 2017; la variazione a vantaggio dei conservatori fu la maggiore di tutta la Scozia.

## Membri del parlamento
| Elezione | Elezione | Deputato                                           | Partito                                            |
| -------- | -------- | -------------------------------------------------- | -------------------------------------------------- |
|          | 1983     | Malcolm Bruce                                      | Liberale                                           |
|          | 1988     | Malcolm Bruce                                      | Lib Dem                                            |
|          | 2015     | Alex Salmond                                       | SNP                                                |
|          | 2017     | Colin Clark                                        | Conservatore                                       |
|          | 2019     | Richard Thomson                                    | SNP                                                |
|          | 2024     | Collegio abolito e sostituito da Gordon and Buchan | Collegio abolito e sostituito da Gordon and Buchan |

## Risultati elettorali

### Elezioni negli anni 2010
| Partito                    | Partito                                     | Candidato                  | Risultati 12 dicembre 2019 | Risultati 12 dicembre 2019 |
| Partito                    | Partito                                     | Candidato                  | Voti                       | %                          |
| -------------------------- | ------------------------------------------- | -------------------------- | -------------------------- | -------------------------- |
|                            | SNP                                         | Richard Thomson            | 23 885                     | 42,72                      |
|                            | Conservatore                                | Colin Clark                | 23 066                     | 41,25                      |
|                            | Lib Dem                                     | James Oates                | 5 913                      | 10,57                      |
|                            | Laburista                                   | Heather Herbert            | 3 052                      | 5,46                       |
|                            |                                             |                            |                            |                            |
| Iscritti                   | Iscritti                                    | Iscritti                   | 79 629                     | 100,00                     |
| ↳ Votanti (% su iscritti)  | ↳ Votanti (% su iscritti)                   | ↳ Votanti (% su iscritti)  | 55 916                     | 70,22                      |
| ↳ Astenuti (% su iscritti) | ↳ Astenuti (% su iscritti)                  | ↳ Astenuti (% su iscritti) | 23 713                     | 29,78                      |
|                            |                                             |                            |                            |                            |
|                            | Esito: collegio passa da Conservatore a SNP |                            |                            |                            |

| Partito                    | Partito                                     | Candidato                  | Risultati 8 giugno 2017 | Risultati 8 giugno 2017 |
| Partito                    | Partito                                     | Candidato                  | Voti                    | %                       |
| -------------------------- | ------------------------------------------- | -------------------------- | ----------------------- | ----------------------- |
|                            | Conservatore                                | Colin Clark                | 21 861                  | 40,72                   |
|                            | SNP                                         | Alex Salmond               | 19 254                  | 35,86                   |
|                            | Laburista                                   | Kirsten Muat               | 6 340                   | 11,81                   |
|                            | Lib Dem                                     | David Evans                | 6 230                   | 11,60                   |
|                            |                                             |                            |                         |                         |
| Iscritti                   | Iscritti                                    | Iscritti                   | 78 567                  | 100,00                  |
| ↳ Votanti (% su iscritti)  | ↳ Votanti (% su iscritti)                   | ↳ Votanti (% su iscritti)  | 53 740                  | 68,40                   |
| ↳ Astenuti (% su iscritti) | ↳ Astenuti (% su iscritti)                  | ↳ Astenuti (% su iscritti) | 24 827                  | 31,60                   |
|                            |                                             |                            |                         |                         |
|                            | Esito: collegio passa da SNP a Conservatore |                            |                         |                         |

| Partito                    | Partito                                | Candidato                  | Risultati 7 maggio 2015 | Risultati 7 maggio 2015 |
| Partito                    | Partito                                | Candidato                  | Voti                    | %                       |
| -------------------------- | -------------------------------------- | -------------------------- | ----------------------- | ----------------------- |
|                            | SNP                                    | Alex Salmond               | 27 717                  | 47,66                   |
|                            | Lib Dem                                | Christine Jardine          | 19 030                  | 32,72                   |
|                            | Conservatore                           | Colin Clark                | 6 807                   | 11,70                   |
|                            | Laburista                              | Braden Davy                | 3 441                   | 5,92                    |
|                            | UKIP                                   | Emily Santos               | 1 166                   | 2,00                    |
|                            |                                        |                            |                         |                         |
| Iscritti                   | Iscritti                               | Iscritti                   | 79 346                  | 100,00                  |
| ↳ Votanti (% su iscritti)  | ↳ Votanti (% su iscritti)              | ↳ Votanti (% su iscritti)  | 58 161                  | 73,30                   |
| ↳ Astenuti (% su iscritti) | ↳ Astenuti (% su iscritti)             | ↳ Astenuti (% su iscritti) | 21 185                  | 26,70                   |
|                            |                                        |                            |                         |                         |
|                            | Esito: collegio passa da Lib Dem a SNP |                            |                         |                         |

| Partito                    | Partito                              | Candidato                  | Risultati 6 maggio 2010 | Risultati 6 maggio 2010 |
| Partito                    | Partito                              | Candidato                  | Voti                    | %                       |
| -------------------------- | ------------------------------------ | -------------------------- | ----------------------- | ----------------------- |
|                            | Lib Dem                              | Malcolm Bruce              | 17 575                  | 36,03                   |
|                            | SNP                                  | Richard Thomson            | 10 827                  | 22,20                   |
|                            | Laburista                            | Barney Crockett            | 9 811                   | 20,11                   |
|                            | Conservatore                         | Ross Thomson               | 9 111                   | 18,68                   |
|                            | Verdi                                | Sue Edwards                | 752                     | 1,54                    |
|                            | BNP                                  | Elise Jones                | 699                     | 1,43                    |
|                            |                                      |                            |                         |                         |
| Iscritti                   | Iscritti                             | Iscritti                   | 73 426                  | 100,00                  |
| ↳ Votanti (% su iscritti)  | ↳ Votanti (% su iscritti)            | ↳ Votanti (% su iscritti)  | 48 775                  | 66,43                   |
| ↳ Astenuti (% su iscritti) | ↳ Astenuti (% su iscritti)           | ↳ Astenuti (% su iscritti) | 24 651                  | 33,57                   |
|                            |                                      |                            |                         |                         |
|                            | Esito: collegio confermato a Lib Dem |                            |                         |                         |

### Elezioni negli anni 2000
| Partito                    | Partito                              | Candidato                  | Risultati 5 maggio 2005 | Risultati 5 maggio 2005 |
| Partito                    | Partito                              | Candidato                  | Voti                    | %                       |
| -------------------------- | ------------------------------------ | -------------------------- | ----------------------- | ----------------------- |
|                            | Lib Dem                              | Malcolm Bruce              | 20 008                  | 45,02                   |
|                            | Laburista                            | Iain Brotchie              | 8 982                   | 20,21                   |
|                            | Conservatore                         | Philip Atkinson            | 7 842                   | 17,65                   |
|                            | SNP                                  | Joanna Strathdee           | 7 098                   | 15,97                   |
|                            | Socialista                           | Tommy Paterson             | 508                     | 1,14                    |
|                            |                                      |                            |                         |                         |
| Iscritti                   | Iscritti                             | Iscritti                   | 71 906                  | 100,00                  |
| ↳ Votanti (% su iscritti)  | ↳ Votanti (% su iscritti)            | ↳ Votanti (% su iscritti)  | 44 438                  | 61,80                   |
| ↳ Astenuti (% su iscritti) | ↳ Astenuti (% su iscritti)           | ↳ Astenuti (% su iscritti) | 27 468                  | 38,20                   |
|                            |                                      |                            |                         |                         |
|                            | Esito: collegio confermato a Lib Dem |                            |                         |                         |

| Partito                    | Partito                              | Candidato                  | Risultati 7 giugno 2001 | Risultati 7 giugno 2001 |
| Partito                    | Partito                              | Candidato                  | Voti                    | %                       |
| -------------------------- | ------------------------------------ | -------------------------- | ----------------------- | ----------------------- |
|                            | Lib Dem                              | Malcolm Bruce              | 17 928                  | 48,45                   |
|                            | Conservatore                         | Nanette Milne              | 8 049                   | 21,75                   |
|                            | SNP                                  | Rhona Kemp                 | 5 760                   | 15,57                   |
|                            | Laburista                            | Ellis Thorpe               | 4 730                   | 12,78                   |
|                            | Socialista                           | John Sangster              | 534                     | 1,44                    |
|                            |                                      |                            |                         |                         |
| Iscritti                   | Iscritti                             | Iscritti                   | 63 466                  | 100,00                  |
| ↳ Votanti (% su iscritti)  | ↳ Votanti (% su iscritti)            | ↳ Votanti (% su iscritti)  | 37 001                  | 58,30                   |
| ↳ Astenuti (% su iscritti) | ↳ Astenuti (% su iscritti)           | ↳ Astenuti (% su iscritti) | 26 465                  | 41,70                   |
|                            |                                      |                            |                         |                         |
|                            | Esito: collegio confermato a Lib Dem |                            |                         |                         |

## Risultati dei referendum

### Referendum sulla permanenza del Regno Unito nell'Unione europea del 2016
|        | Collegio    | Lasciare UE % | Rimanere in UE % |
| ------ | ----------- | ------------- | ---------------- |
|        | Gordon      | 44,5%         | 55,5%            |
| Scozia | 38,0%       | 62,0%         |                  |
|        | Regno Unito | 51,9%         | 48,1%            |